# Гелена Фромм
Гелена Фромм  (нім. Helena Fromm, 5 серпня 1987) — німецька тхеквондистка, олімпійська медалістка.

## Виступи на Олімпіадах
| Олімпіада   | Вагова категорія | Місце |
| ----------- | ---------------- | ----- |
| Пекін 2008  | до 67 кг         | 9T    |
| Лондон 2012 | до 67 кг         | 3T    |